# 新潟市立図書館

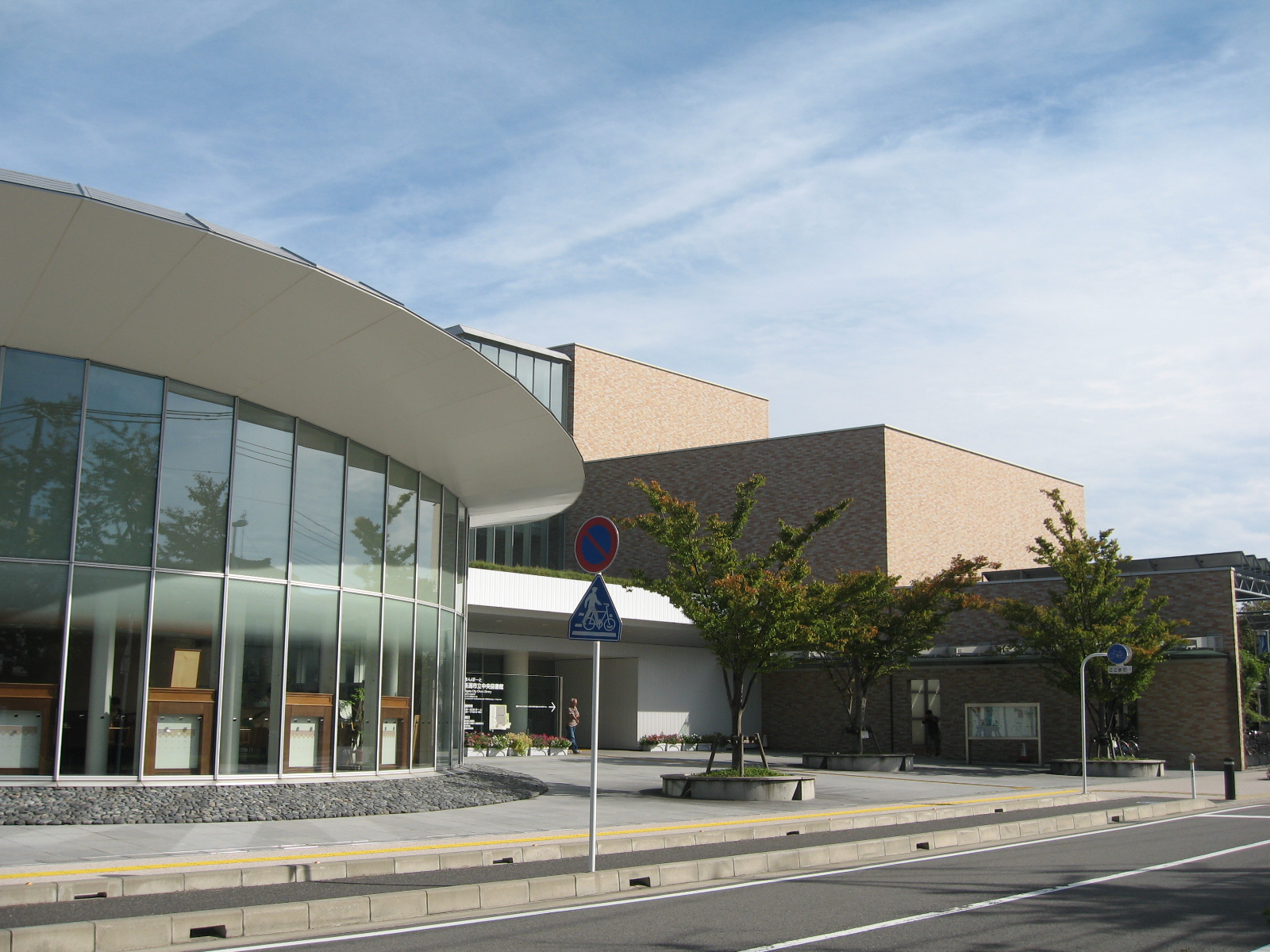
新潟市立中央図書館（ほんぽーと）

新潟市立図書館（にいがたしりつとしょかん）は、新潟県新潟市の公立図書館である。中央館として新潟市立中央図書館がある。

## 個別館

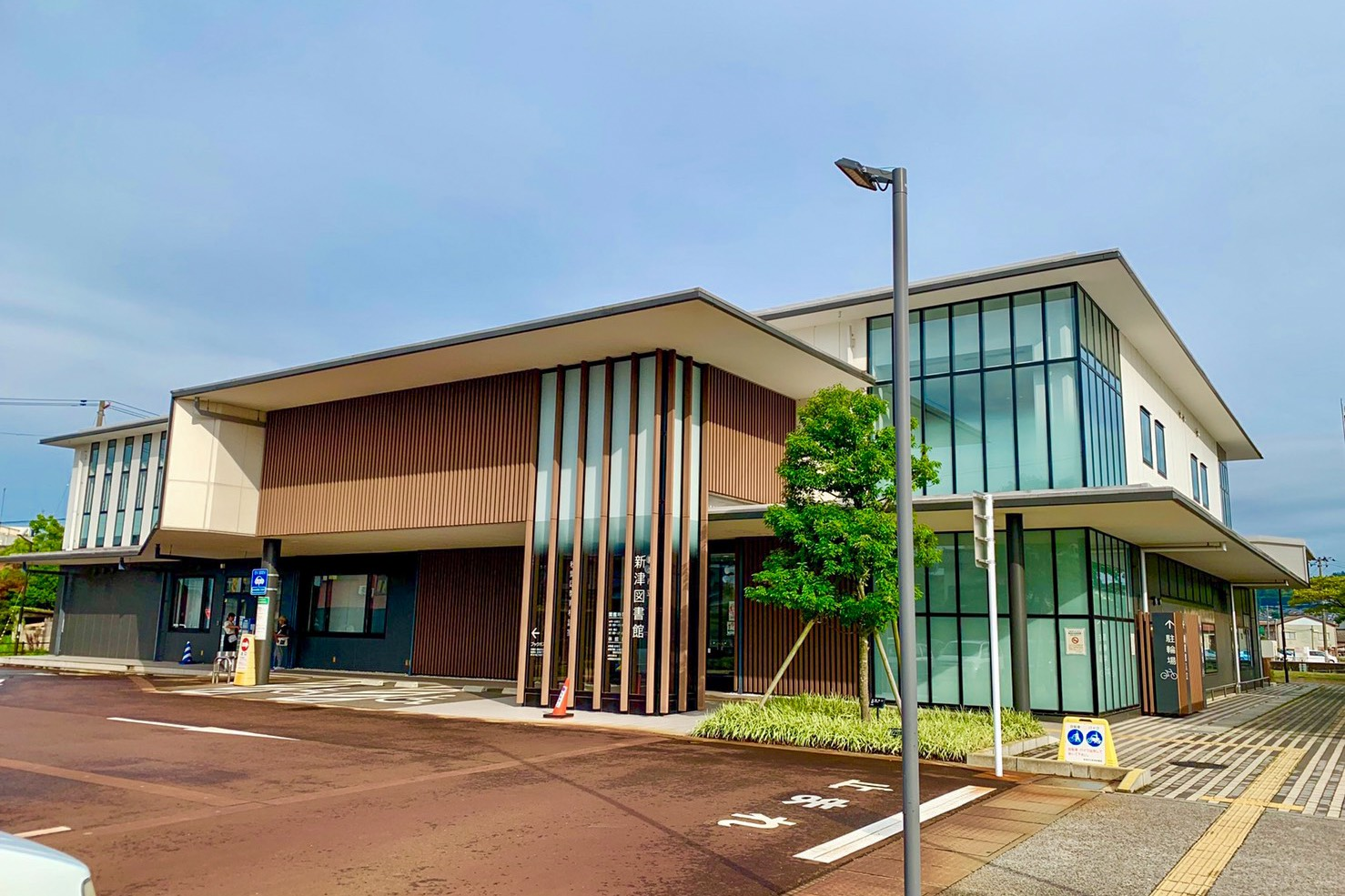
新潟市立豊栄図書館（北区）
- 新潟市立松浜図書館（北区）
- 新潟市立山の下図書館（東区）
- 新潟市立石山図書館（東区）
- 新潟市立東区プラザ図書室（東区）
- 新潟市立中央図書館（中央区）
- 新潟市立舟江図書館（中央区）
- 新潟市立鳥屋野図書館（中央区）
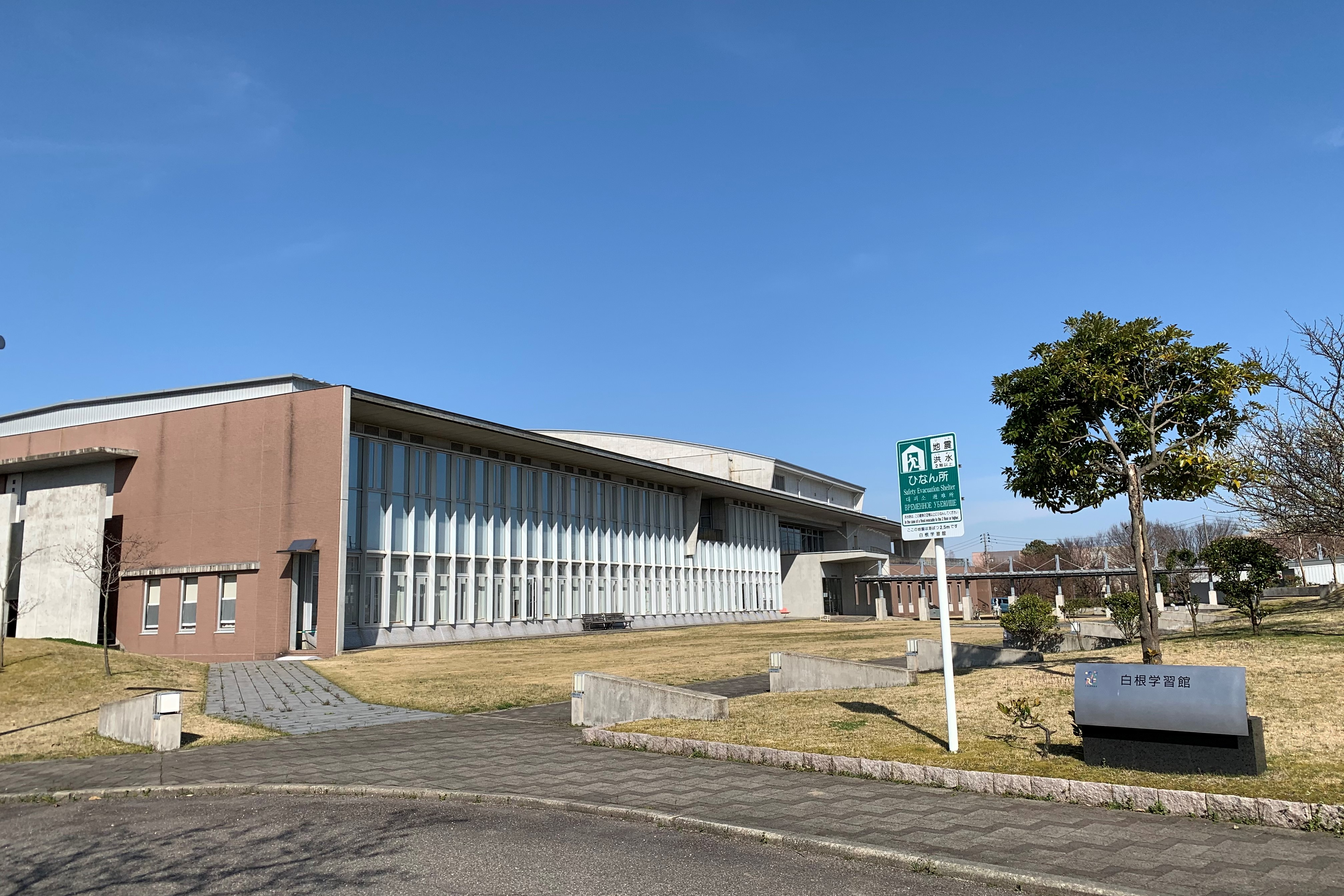
新潟市立生涯学習センター図書館（中央区）
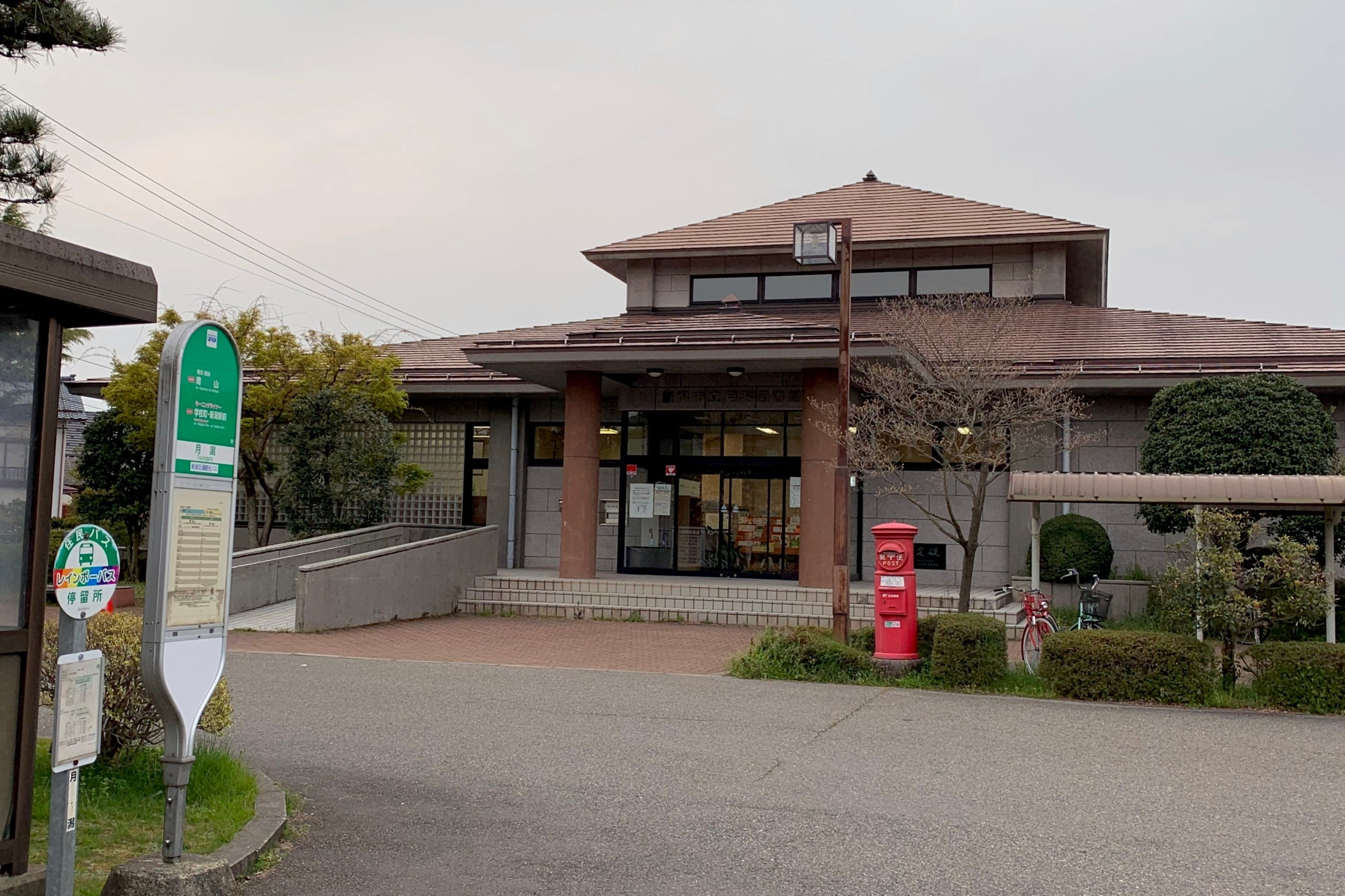
新潟市立アルザにいがた情報図書室（中央区）
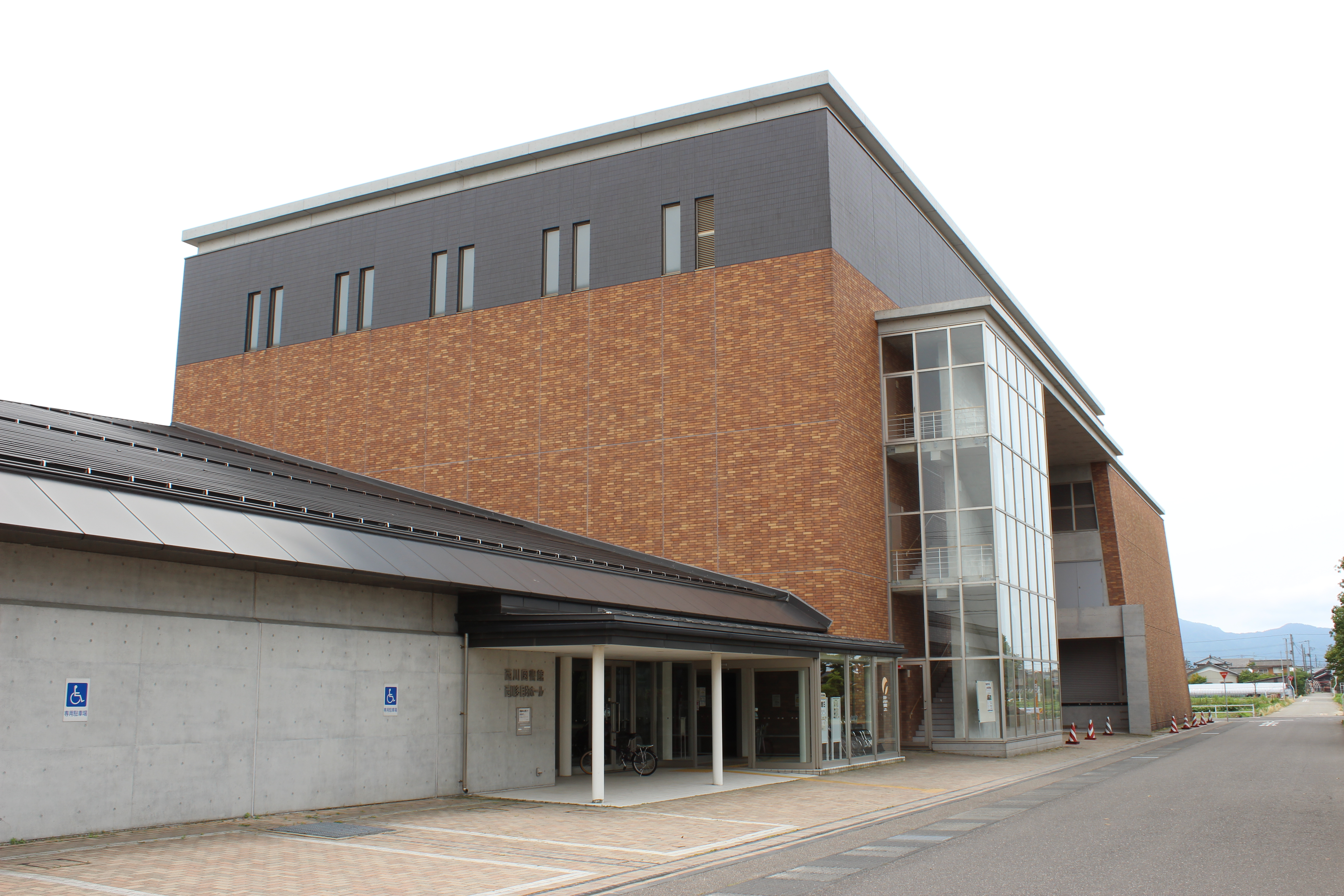
新潟市立亀田図書館（江南区）
- 新潟市立新津図書館（秋葉区）
- 新潟市立荻川地区図書室（秋葉区）
- 新潟市立金津地区図書室（秋葉区）
- 新潟市立白根図書館（南区）
- 新潟市立月潟図書館（南区）
- 新潟市立坂井輪図書館（西区）
- 新潟市立内野図書館（西区）
- 新潟市立黒埼図書館（西区）
- 新潟市立西川図書館（西蒲区）
- 新潟市立岩室図書館（西蒲区）
- 新潟市立潟東図書館（西蒲区）
- 新潟市立巻図書館（西蒲区）

- 新津図書館
- 白根学習館
- 月潟図書館
- 西川図書館

### 豊栄図書館
安藤忠雄の設計により建設され、豊栄市立図書館として2000年11月に開館した。建設には火力発電所建設に伴う電源立地促進対策交付金が活用された。近隣の新潟市立葛塚中学校も同氏設計の建築である。

### 新津図書館（旧・新津市図書館）

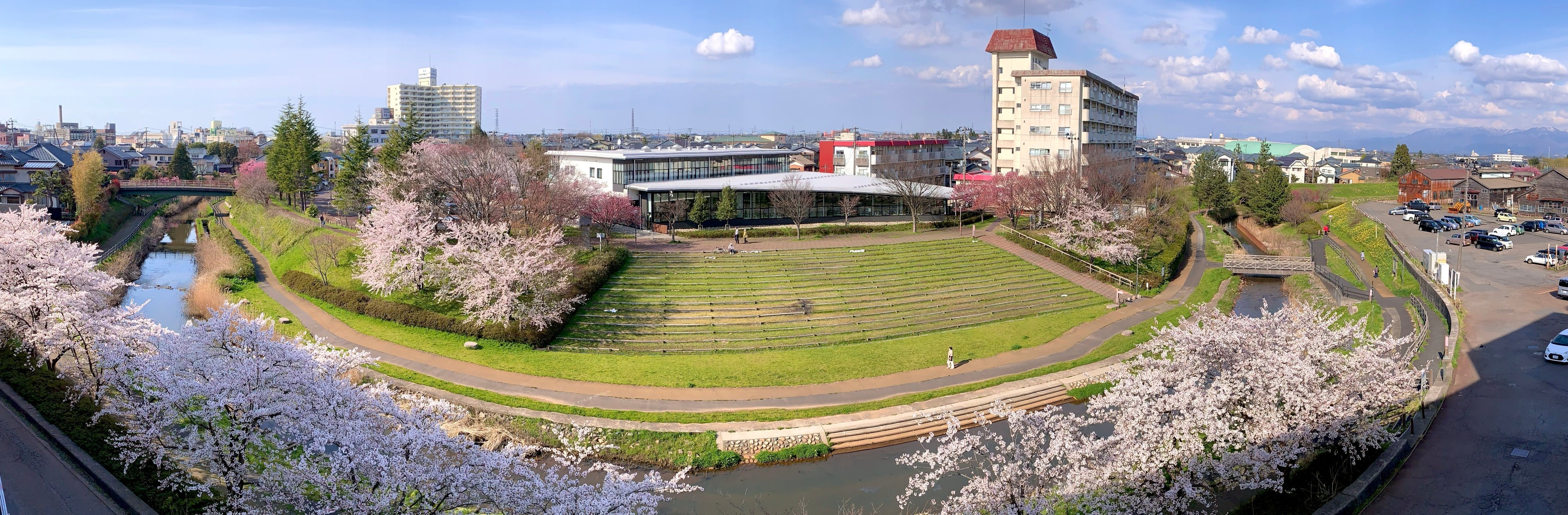
新津図書館と新津川、遊歩道

1925年（大正14年）に新津の旧家桂恕佑が建設し、自家の蔵書の一部も加えて当時の新津町に寄付したのが始まり。1978年（昭和53年）7月に現在地へ移転し、2014年（平成26年）7月より現在の建物となった。裏手側は新津川に面しており、イベント広場や親水護岸が整備されている。

### 西川図書館
2002年に建設検討委員会設置され、2003年に建設用地を購入、3月30日に起工式。2005年3月16日に竣工した。同年3月21日に旧西川町が新潟市に編入合併し、7月23日に西川図書館が開館した。西川多目的ホールとの複合施設。RC造一部鉄骨造2階建。蔵書収容力135,000冊。うち開架75,000冊。JR越後線越後曽根駅より徒歩約15分。駐車場は72台分（近接の学習会館によるもの）。多目的ホールは最大で800人収容可能。講演、演劇、コンサート等が行われる。